# Imitazione (musica)
Con la parola imitazione si intende, nell'ambito della polifonia musicale, la ripetizione di una frase melodica eseguita da una voce diversa da quella che l'aveva esposta la prima volta. Tale ripetizione può essere più o meno letterale, e nel caso lo sia integralmente si parla di imitazione stretta. La prima entrata della frase si chiama proposta, mentre le imitazioni successive risposte.
Le risposte possono avvenire sugli stessi gradi della proposta precedentemente eseguita, ma ad ottave diverse, oppure mantenere le stesse distanze intervallari, ma su gradi differenti. Su uno strumento polifonico, proposta e risposta possono essere suonate dallo stesso esecutore in successione; diversamente vi possono essere più strumenti che si rispondono vicendevolmente nella linea musicale.

## Classificazione
I procedimenti di variazione della risposta rispetto alla proposta possono essere raggruppati secondo vari principi;
oltre all'imitazione stretta, i seguenti sono identificati dalla teoria musicale come procedimenti tipici:
- imitazione inversa, se la risposta inverte la direzione degli intervalli della proposta;
- imitazione retrograda, se la risposta coincide con la proposta eseguita retrogradando dall'ultima alla prima nota;
- imitazione retrograda inversa, che si ottiene combinando i due procedimenti precedenti;
- imitazione per aggravamento, se la risposta raddoppia i valori ritmici della proposta, e diminuzione, se la risposta ne dimezza i valori ritmici.

## Storia

### L'imitazione nella tradizione formale classica
Diverse forme musicali prevedono intrinsecamente l'utilizzo di vari tipi di imitazione quali il canone, la caccia, la fuga e il rondello, che è la forma più semplice d'imitazione. È familiare per chiunque abbia cantato in coro, ad esempio, Fra' Martino campanaro. Una voce inizia la melodia. Quando la voce ha raggiunto un determinato punto, entra la seconda voce, cominciando con la medesima melodia iniziale. Poi la terza e a volte la quarta entrano con gli stessi ritardi prestabiliti.
La forma in cui l'imitazione è praticamente il solo principio costruttivo è il canone, e infatti i vari tipi di canone sono classificati proprio in base al tipo di imitazione che in essi viene impiegato.
Un'altra forma che utilizza l'imitazione in maniera sistematica è la fuga. In essa l'imitazione è il principio cardine, che governa ogni sezione: dall'esposizione, in cui il tema principale, il soggetto, viene imitato da una risposta che è la sua riproduzione, in accordo con precise regole tonali, alla quinta superiore; ai divertimenti, in cui elementi melodici dell'esposizione si alternano nelle varie voci in progressioni, dando vita a imitazioni a carattere meno rigido; agli stretti, in cui in generale il soggetto viene imitato prima ancora che la sua esposizione abbia termine.
Se da un lato si può dire che l'imitazione è un procedimento intrinsecamente contrappuntistico, è anche vero che essa è uno dei modi più naturale di articolare il contrappunto stesso. Questo è il motivo per cui le forme musicali che possono includere zone di addensamento contrappuntistico (come la forma sonata nello sviluppo) fanno sovente uso dell'imitazione, spesso in forma molto libera.
La tecnica seriale dodecafonica prevede anch'essa, nei suoi sviluppi contrappuntistici (che costituiscono il modo più ordinario di procedere della trama dodecafonica) varie forme di imitazione, per il fatto stesso di basarsi su un'unica successione di dodici note. 
Si può dire, in sostanza, che l'imitazione costituisca uno dei più importanti meccanismi di base che animano la musica colta occidentale.

### L'imitazione nella musica leggera
Nella musica pop l'imitazione, nelle sue forme più semplici e limitata quasi sempre a due sole voci, viene sporadicamente impiegata. Il suo utilizzo consiste generalmente in un coro di sottofondo alla voce solista, che ripete l'ultimo inciso cantato da questa.